# Aventuri în Lego City
Aventuri în Lego City (engleză Lego City Adventures) este un serial de televiziune animat CGI care a avut premiera în Statele Unite pe Nickelodeon pe 22 iunie 2019. Este al doilea serial Lego difuzat pe Nickelodeon după Lego: Fabrica de eroi din 2010.

## Despre serial
Serialul urmărește aventurile lucrătorilor comunitari ai orașului, cum ar fi poliția, pompierii și lucrătorii de la salubritate. Printre personajele împinse în aventuri extraordinare se numără polițistul Sgt. Duke DeTain, șeful pompierilor gata de criză Freya McCloud, măturătorul de stradă morocănos Shirley Keeper, reparatorul dornic Harl Hubbs, primarul orașului dedicat Solomon Fleck, viceprimarul Carol Yay, oamenii de afaceri rivali R.E. Fendrich și Mary Sinclair, nepotul supărător al lui Freya, Billy McCloud, și șeful poliției de skateboarding Percival "Wheelie" Wheeler.

## Dublajul în limba română
Sezonul 1
Dublajul a fost realizat de studiourile Fast Production Film:
- Octavian Mitrică - Duck DeTain, R.E. Fendrich, Sam Grizzled
- Silvia Gâscă - Freya McCloud
- Olimpia Mălai - Shirley Keeper, alte voci
- Daniel Burcea - Hall Hubbs
- Tudor Dobrescu - Tippy Dorman, Billy McCloud, alte voci
- Ernest Fazerkaș - Solomon Fleck
- Andreea Gaica - viceprimarul Carol, Mary Sinclair, Sarah Feldman, alte voci
- Theodora Stancu - Gabby ToCamera
- Ovidiu Tudorache - Percival "Wheelie" Wheeler
- Ovidiu Mitrică - Bob, Hacksaw Hank
- Elias Ferkin - alte voci
- Alexandra Radu
- Gabriela Bobeș

Regia: Octavian Mitrică
Inginer de Sunet: Ovidiu Mitrică, Claudiu Bordrug
Sezoanele 2 - prezent
Dublajul a fost realizat de studiourile Ager Film:
- Florian Ghimpu - Duck DeTrain
- Silvia Gâscă - Freya McCloud
- Daniel Burcea - Harl Hubbs
- Ionuț Grama - Tippy Dorman, Snake Rattler
- Ernest Fazerkaș - Solomon Fleck
- Ana Săndulescu - Gabby ToCamera, Daisy Kaboom
- Eugen "Geo" Morcov - Percival "Whellie" Wheeler
- Ciprian Cojenel - R.E. Frendrich
- Lucian Ionescu - Bob, Hacksaw Hank
- Gabriel Velicu - Vito, alte voci
- Adina Lucaciu - Mary Sinclair
- Claudiu Tonea - Billy McCloud
- Gabriel Costin - Sam Grizzled
- Viorel Ionescu - alte voci

Regia: Viorel Ionescu